# Richard Stearman
Richard James Michael Stearman (Wolverhampton, 19 augustus 1987) is een Engels voetballer die sinds januari 2020 als centrale verdediger voor Huddersfield Town uitkomt. Voordien speelde de veelzijdige verdediger voor Leicester City, Wolverhampton Wanderers, Fulham en Sheffield United. 

## Clubcarrière

### Leicester City
Stearman is een jeugdproduct van Leicester City en sloot zich als 11-jarige knaap aan bij de club. Zes jaar later debuteerde hij tegen Cardiff City op 30 oktober 2004. In de loondienst van zijn jeugdclub, destijds nog maar pas weer een tweedeklasser en dus uitkomend in het Championship, was hij op termijn een dragende speler achterin. Leicester City keerde in zijn periode niet meer terug naar de Premier League, wat pas lukte aan het einde van het seizoen 2013/2014. 

### Wolverhampton Wanderers
Na het seizoen 2007/2008 verliet Stearman de club en tekende een contract bij Wolverhampton Wanderers. Bij die club deed hij zijn eerste Premier League-ervaring op. Daarnaast werd Stearman opgenomen in het "EFL Championship Team of the Year" van het seizoen 2008/2009. Vanaf het seizoen 2009/2010 speelde de club opnieuw in de hoogste afdeling na de meest recente degradatie uit 2004. Hij was pas in zijn tweede Premier League-seizoen een basisspeler onder coach Mick McCarthy, nadat hij concurrent Jody Craddock uit het elftal speelde centraal in de verdediging. In zijn tweede seizoen kwam hij 27 keer in actie. In het seizoen 2011/2012 startte hij in 28 duels, maar liep ook een polsblessure op.
Wolverhampton Wanderers, met Stearman als vaste waarde, degradeerde aan het einde van het seizoen 2011/2012 naar de Championship. Stearman werd uitgeleend aan Ipswich Town gedurende het seizoen 2012/2013. Nadien keerde hij terug naar zijn moederclub Wolverhampton Wanderers en bleef de club nog trouw tot de zomer van 2015. Hij was in die periode nog aanvoerder in afwezigheid van de geblesseerde aanvoerder Danny Batth.

### Fulham
Op 1 september 2015 sloot hij namelijk een verbintenis met Championship-club Fulham. Stearmans transfer naar Fulham werd geen onverdeeld succes en een jaar na zijn vertrek bij Wolverhampton Wanderers, keerde hij reeds terug naar de club op huurbasis. Hij scoorde voor Wolverhampton Wanderers in de vierde ronde van de FA Cup tegen Liverpool, wat zich voordeed in de eerste minuut van die wedstrijd. Liverpool verloor met 2–1.

### Sheffield United
Sheffield United bood Stearman na het seizoen 2016/2017 een contract voor drie jaar aan. Op 6 juli 2017 was de deal rond. Op 28 april 2019 promoveerde hij met Sheffield United naar de Premier League onder leiding van coach Chris Wilder. Stearman kwam echter amper aan spelen toe in de Premier League. 

### Huddersfield Town
In januari 2020 werd Stearmans contract bij Sheffield United na onderling overleg ontbonden, waarop hij naar Huddersfield Town in de Championship.